# Alberto Lettieri
Alberto Rodolfo Lettieri (Buenos Aires, 20 de mayo de 1959) es un historiador argentino, doctor en historia por la Universidad de Buenos Aires.
Obtuvo su doctorado en historia por la Universidad de Buenos Aires en 2001. Es investigador independiente del CONICET, profesor titular en la Universidad de Buenos Aires. Fue Director Académico del Instituto Nacional de Revisionismo Histórico Argentino e Iberoamericano Manuel Dorrego entre 2012 y 2015. Codirector de la Carrera de Especialización en Historia Política Argentina, UCES, 2014-2015. Fue Editorialista de Miradas al Sur, Infobaires 24, ABCenlínea y Cadena BA. Ha sido columnista en Tiempo Argentino, Clarín, La Nación, Todo es Historia, Revista Ñ, Nuestra Cultura, Espacios, Revista 23, Página/12, y diversos medios nacionales e internacionales. Guionista de TV y Cine. Conductor y editorialista Televisivo y Radial. Ha participado en numerosos programas de radio y TV.

## Obras
Libros
- Lettieri, A. (1995) Vicente Fidel López. La construcción histórica de un liberalismo conservador. Buenos Aires: Biblos. ISBN 950-786-098-3
- Lettieri, A. Historia contemporánea. De la revolución inglesa a la actualidad, EUDEBA, Buenos Aires, 1999, (coautor, con Ana Pfeiffer).
- La formación del sistema político moderno. Legitimidad, opinión pública y sistema político. Argentina, 1862-1868,  Cuadernos de  Investigación del Instituto Ravignani N.º 8, 1995.
- Política y sociedad: pensamiento clásico, “Estudio preliminar” y selección de fuentes, Ediciones del Signo, Buenos Aires, 2002.
- Los tiempos modernos, Ediciones del Signo, Buenos Aires, 2001, (autor principal).
- La República de las Instituciones. Proyecto, desarrollo y crisis del régimen político liberal en la Argentina en tiempos de la organización nacional, El Quijote, Buenos Aires, 2000.
- Lettieri, A. (1999) La república de la opinión. Política y opinión pública en Buenos Aires entre 1852 y 1862. Buenos Aires: Eudeba. ISBN 978-950-23-1273-6
- Lettieri, A.; Sabato., Hilda (2003) La vida política en la Argentina del siglo XIX. Armas, votos y voces. Buenos Aires: Fondo de Cultura Económica. ISBN 950-557-536-X
- Lettieri, A. (2003) La civilización en debate. De las revoluciones burguesas al neoliberalismo. Buenos Aires: Eudeba. ISBN 978-950-23-1273-6
- VV.AA. (2004) Industrialización y desarrollo. Un acercamiento a los procesos económicos contemporáneos. Buenos Aires: Biblos. ISBN 950-786-411-3
- Lettieri, A. (2004) Seis lecciones de política. Buenos Aires: Prometeo. ISBN 950-9217-74-3
- Lettieri et Al. (2005) Discutir el presente. Imaginar el futuro. Buenos Aires: Prometeo. ISBN 987-574-023-3
- Lettieri, A. (2006) Construcción de la República de la Opinión. Buenos Aires frente al Interior de 1850. Buenos Aires: Prometeo. ISBN 987-574-073-X
- Lettieri, A. Problemática del mundo actual. Globalización y capitalismo, Universidad Abierta Interamericana, Buenos Aires, 2007.
- Sabato, H., Lettieri, A. (coords.): La vida política en la Argentina del siglo XIX. Armas, votos y voces, FCE, Buenos Aires, 2003.
- Lettieri, A. (2009) Seis lecciones de política. Edición ampliada. Buenos Aires: Prometeo. ISBN 987-574-149-3
- Lettieri, A. (2009) La república de las instituciones. Buenos Aires: Prometeo.  ISBN 987-574-249-X
- Lettieri, A. La civilización en debate. Historia contemporánea de las revoluciones burguesas al neoliberalismo,  Prometeo, Buenos Aires, 2008, nueva edición corregida.
- Lettieri, A. La historia argentina en clave nacional, federalista y popular, Norma/Kapelusz, Buenos Aires, 2013.
- Lettieri, A. La batalla cultural y la mirada de la historia, Ross, Rosario, 2014.
- Lettieri, A. La batalla cultural y la mirada de la historia, Bauprés, Buenos Aires, 2.ª. Edición corregida y ampliada, Buenos Aires, 2015.

Artículos en Libros
- “La patria y la colonia”, en: García Sigman, L. (comp.): ¿Cambio o continuidad? 15 miradas sobre los gobiernos de Néstor Kirchner y Cristina Fernández de Kirchner, 2003-2013, Buenos Aires, UB, 2016.
- “La universidad y la creación de una nueva dirigencia”, en: AAVV: Constitución de 1949, Vigencia de sus principios básicos y consecuencias de su derogación, Honorable Cámara de Diputados de la Nación, Buenos Aires, 2015.
- “Jorge Luis Boges, publicista”, en: Cuadernos Anduma: Aportes para pensar la Historia, Escuela Superior de Gobierno, Presidencia de la Nación, Buenos Aires, 2015.
- “Pacho O'Donnell: el ministro de la opinión”: La Otra Historia II: La Patria Grande y sus Pensadores”, Ariel, Buenos Aires, 2015
- “Ciudadanía y legitimidad política en la Argentina”. en: Blanco, Teodoro (Comp.): América Latina en perspectiva. Notas sobre la política y la sociedad en la Argentina, Brasil y Venezuela, Biblos, Nueva Edición ampliada, Buenos Aires, 2009.
- “El peronismo y la educación técnica (1943-1955)”, en: IV Jornadas de Historia, metodología e interdisciplinariedad, Universidad Nacional de Luján, noviembre de 2005, Publicación N.º 1, Anpo 1, UNLu, Luján, ISSN 1850-0765.
- “Estudio preliminar”, en: Lettieri, A. (director): Discutir el presente, imaginar el futuro. La  problemática del mundo actual,  Prometeo,  Buenos Aires,  2005.
- “De los años dorados a la Gran Depresión. Los Estados Unidos entre 1918 y 1945”, en: Lucchini, Cristina y Pfeiffer, A.(comps.): "Industrializacion y desarrollo. Un acercamiento a los procesos economicos contemporaneos", Biblos, Buenos Aires, 2004.
- "La guerra de las representaciones: la Revolución de Septiembre de 1852 y el imaginario social porteño", en: Sabato, H., Lettieri, A. (coords.): La vida política. Armas, votos y voces en la Argentina del siglo XIX, FCE, Buenos Aires, 2003.
- - “De los años dorados a la Gran Depresión. Los Estados Unidos entre 1918 y 1945”, en: Lucchini, Cristina y Pfeiffer, A.(comps.): Modelos y procesos en la historia contemporánea, Buenos Aires, 2000.
- - "De la República de la Opinión a la República de las Instituciones", en: Bonaudo, Marta (comp.): Nueva Historia Argentina. T. IV: Liberalismo, estado y orden burgués (1852-1880), Editorial Sudamericana, Buenos Aires, 1999.
- “Ciudadanía y legitimidad política en la Argentina decimonónica.”, en: Blanco, T.(Comp.): Latinoamérica en perspectiva, Biblos, Buenos Aires, 1998.
- "La opinión pública en los sistemas políticos decimonónicos: participación y legitimación", en: Meneses, Aldo (ed.): Participación local y desarrollo de las organizaciones públicas y privadas, Escuela de  Gobierno, Gestión Pública y Ciencia Política, Instituto de Ciencia Política, Universidad de Chile, Santiago de Chile, 1997.
- "Encuesta", en: Herrero, A. y Herrero, F.: Las ideas y sus historiadores. Un fragmento del campo intelectual en los años noventa, Centro de Publicaciones, Universidad Nacional del Litoral, Santa Fe, 1996.
- "Una aproximación al análisis de la historia de la Opinión Pública argentina entre 1862 y 1868: la Opinión

Pública en el discurso parlamentario", en: Memorias de investigación 1993, Facultad de Filosofía y Letras/U.B.A.
Artículos en publicaciones científicas
- “El peronismo en perspectiva”, Anuario Escuela de Historia, Universidad de Salta, Salta, 2012-.
- “Culturas politicas”, Nuestra Cultura, Secretaría de Cultura de la Nación, 2012.
- “Repensando el 19 y 20 de diciembre de 2001”, Bicentenario, Ministerio de Educación, Buenos Aires, 2011.
- “El Che Guevara y Juan D. Perón: reflexiones sobre la relación entre imperialismo y libertad de prensa”, Secuencia, México, en prensa.
- “Repensando el municipio”, Revista del Colegio de Abogados, Nùmero 123: Institucionalidad: asignatura pendiente, Buenos Aires, 2009.
- “Democracia, Estado y liberalismo”, Presente y Pasado, Revista de Historia, Universidad de los Andes, Vol. 15, Nro.. 29, Caracas.
- “Alexis de Tocqueville y la crítica de la democracia”, en: De Sur a Norte. Perspectivas Sudamericanas sobre Estados Unidos, Vol. 7, Nro. 13, Fundación Centro de Estudios Americanos, 2006.
- “La cuestión del régimen político en los proyectos de la nación Argentina (mediados del siglo XIX)“, en: Revista de Indias, Vol. LXV, N 234, mayo-agosto de 2005, pp. 535-564, (0034-8341).
- “La matriz institucional de la política porteña en tiempos de la República de la Opinión. Liberales y federales: entre la alianza y el antagonismo (1854-1857)”, en: Estudios Sociales, N.º 28, 1.er. Semestre de 2005.
- “La prensa republicana en Buenos Aires: de Caseros a Pavón (1852-1861)”, en: Secuencia, revista de historia y ciencias sociales, Instituto de Investigaciones Dr. José M. L. Mora, México, N.º 61, enero-abril de 2005.
- "¿Qué hacer con la victoria? La dirigencia porteña frente al desafío de  organización nacional (1861-1862)", Desarrollo Económico, Vol. 43, N.º 171, octubre-diciembre de 2003.
- “Una experiencia republicana en Buenos Aires”, en: Desarrollo Económico , Vol. 39, N.º 154, Julio-Sept. 1999.
- “Repensar la política facciosa: la  Conciliación de los partidos políticos de 1877 en Buenos Aires”, en: Boletín de Historia Argentina y Americana *“Dr. E. Ravignani”, 3.ª. Serie, N.º 19, F.C.E.-Facultad de Filosofía y Letras/U.B.A., 1.er. Semestre 1999.
- “Opinión pública y régimen político en Buenos Aires después de Caseros”, en: Investigaciones y Ensayos, Academia Nacional de la Historia, N.º 49, 1999
- “La conciliación de los partidos de 1877 y la política exterior con los países vecinos. Una interpretación alternativa”, en: Anuario de la Escuela de Historia N.º 18, Facultad de Humanidades y Artes,  Universidad Nacional de Rosario, 1997-1998.
- "La construcción del consenso político en la Argentina moderna. Poder político y sociedad civil en Buenos Aires entre 1852 y 1861", en: Secuencia, revista de historia y ciencias sociales, N.º 40, Instituto de Investigaciones Dr. José M. L. Mora, México, 1.er. Cuat. 1998.
- "La República de la Opinión", en: Revista de Indias, N.º 210, Consejo Superior de Investigaciones Científicas, Madrid, mayo-agosto de 1997.
- "La nacionalidad en debate. El Payador de Leopoldo Lugones", en: Boletín de Historia de la Fundación para el Estudio del Pensamiento Argentino e Iberoamericano (FEPAI), año XV, N.º 29, 1.er. sem. 1997.
- "Del liberalismo notabilar a la democracia deferencial.", en: Estudios Sociales N.º 12, 1.er. sem. 1997.
- "La construcción del consenso en los inicios del sistema político moderno argentino. 1862-1868", Anuario de Estudios Americanos LII-2, Escuela de Estudios Hispano-Americanos, Consejo Superior de Investigaciones Científicas, Sevilla, España, 1995.
- "¿Cómo se enseña Historia Argentina en las Universidades Nacionales?", en: Estudios Sociales N.º 10, 1.er. sem.1996, en colaboración.
- "Formación y disciplinamiento de la Opinión Pública en los inicios del sistema político moderno. Argentina 1862-1868", en: Entrepasados, Año IV, N* 6, principios de 1994.
- "Opinión Pública y discurso político: algunas reflexiones sobre el problema de la legitimación política durante el período 1862-1868", en: Boletín de Historia de la Fundación para el Estudio del Pensamiento Argentino e Iberoamericano (FEPAI), año XII, N.º 24, 2.º. Sem. 1994.
- “Organización política y construcción de ámbitos de legitimación en el discurso presidencial de Bartolomé Mitre”, en: Boletín de Historia de la Fundación para el Estudio del Pensamiento Argentino e Iberoamericano (FEPAI), año XI, N.º 22, 2.º. sem. 1993.
- “Hacia una historia de la opinión pública en la Argentina”, en: Boletín de Historia de la Fundación para el Estudio del Pensamiento Argentino e Iberoamericano (FEPAI), año X, N.º 19, 1.er. sem. 1992.